# 鷹觜テル
鷹觜 テル（たかのはし テル、1921年3月7日 - 2000年3月24日）は、日本の栄養学者。岩手大学で初の女性助教授となった研究者で栄養学研究に生涯を捧げ、後年は「長寿村」研究をし「健康長寿の秘訣は雑穀を中心とする日本型食事」の実践的解明。医学博士。岩手大学名誉教授。

## 経歴
岩手県江刺郡田原村（のち江刺郡江刺町→江刺市、現在の岩手県奥州市江刺）に生まれ、岩谷堂高等女学校（現在の岩手県立岩谷堂高等学校）を経て、岩手女子師範学校卒業。卒業後は愛宕小、仁王小、盛岡高等女学校（現在の岩手県立盛岡第二高等学校）各教諭を経て、岩手大学の前身のひとつである岩手師範学校女子部の教員となり、新制大学移行後に岩手大学で初の女性助教授となった。日本栄養学会、食糧学会各評議員、日本調理学会理事、東北家政学会副支部長を歴任し、このほか岩手県選挙管理委員や県民運動推進委員などを務めた。
2000年3月24日、多発性脳梗塞のため死去。

## 調査・研究
- 1961年 小柳達男（岩手大学農学部教授から東北大学農学部へ転出）との共著論文「小児の毛髪中のシスチン含量に及ぼすビタミンA及びその他の影響」がNature誌に掲載されて国際的な学術成果として高い評価を受け、岩手医科大学より医学博士号取得
- 1964年 『婦人労働構成が健康生活および育児に及ぼす影響について』（調査報告）岩手県教育委員会
- 1966年 『婦人の労働時間の季節的変動が食物摂取・健康等に及ぼす影響について』（調査報告）岩手県教育委員会
- 1974年 「僻地における食生活構造およびその改善に関する研究」で日本家政学会賞受賞
- 1980年 『人間と土の栄養学』樹心社
- 1994年 『長寿村・短命化の教訓　医と食からみた棡原の60年』（古守豊甫との共著）樹心社
- 1996年 『健康長寿の食生活　足で求めた人間栄養学35年』食べ物通信社

- 生活全般に立脚した食生活改善をめざし、「食物と健康との相関に関する研究」を学際的・総合的に追求した。
- 児童・生徒の栄養状態を毛髪に含まれるある種のアミノ酸含有量により動物性タンパク質摂取の過不足がわかることを初めて明らかにした。
- 農村の食生活改善に関する研究に力を注ぎ、農村地域での綿密な疫学調査と動物実験を精力的に行い、食生活改善の実践から疾病が明らかに減少することを証明した。

## 表彰

### 栄典・賞
- 1974年 「僻地における食生活構造およびその改善に関する研究」で日本家政学会から学会賞
- 1962年 栄養改善実施10周年記念表彰（厚生大臣）
- 1984年 産業教育百年記念表彰（文部大臣）
- 1996年 勲三等宝冠章[5]

### 称号
- 岩手大学名誉教授[1]

## 著書
- 全集日本の食文化 芳賀登, 石川寛子 監修 雄山閣、1998.1
- 健康長寿の食生活 : 足で求めた人間栄養学35年 食べもの通信社、1996.6
- 長寿村・短命化の教訓 : 医と食からみた棡原の60年 古守豊甫, 鷹觜テル 著 樹心社、1994.2
- 長寿村・短命化の教訓 : 医と食からみた棡原の60年 古守豊甫, 鷹觜テル 著 樹心社、1986.4
- 足で求めた人間栄養学35年 ; 鷹觜テル教授退官記念会 編 鷹觜テル教授退官記念会、1986.6
- 人間と土の栄養学 樹心社、1980.12
- 家庭の生活設計 家庭の生活設計研究会 編 全日本社会教育連合会、1969
- 婦人の労働時間の季節的変動が食物摂取・健康等に及ぼす影響について、[1966.2]
- 健康生活のための生活設計岩手県教育委員会、[1963.6]

## 論文
- 僻地における食生活構造およびその改善に関する研究	鷹觜 テル
- 家庭生活の再検討と生活設計の課題	鷹觜 テル, 山手 茂
- ＜Nature掲載論文＞

Nature 192, 457–458(1961), published: 04 November 1961
Title : Cystine Content in Hair of Children as influenced by Vitamin A and Animal Protein in the Diet
Author : TATSUO KOYANAGI & TERU TAKANOHASHI
Abstract :
Recently, Koyanagi and Odagiri reported that the cystine content of skin of rats dosed with a small quantity of vitamin A is lower than that of rats given a liberal allowance of the vitamin. In the presence of methionine, the cystine content increased both with small and large doses of vitamin A. We now wish to report on experiments conducted to determine whether the cystine content in the hair of children could be changed by deficiencies of vitamin A in the diet and other factors.

## 鷹觜テル賞
- 優れた研究活動等を行う女性大学院生を学長が表彰する「岩手大学優秀女性大学院生学長表彰」は、2021年度より通称が「鷹觜テル賞」となった[7]。

## 親族
- 夫 鷹觜洋一（岩手大学教授）[4]
- 弟 菊地規（作詞家、『北上夜曲』の作詞者）